# Coluber brevis
Coluber brevis este o specie de șerpi din genul Coluber, familia Colubridae, descrisă de Boulenger 1895.

## Subspecii
Această specie cuprinde următoarele subspecii:
- C. b. boschisi
- C. b. brevis